# Régis Wargnier
Régis Wargnier (* 18. dubna 1948, Mety) je francouzský filmový režisér, producent, scenárista a autor filmové hudby. Jeho snímek Indočína získal v roce 1993 Oscara za nejlepší cizojazyčný film. Wargnier za něj obdržel i španělskou cenu Goya, byl nominován na britskou cenu BAFTA a film dostal pět domácích Césarů. Sám Wargnier má ve sbírce ale jen jednoho, z roku 1987, za nejlepší debut (snímek Žena mého života). Na Oscara byl nominován ještě jeho film Východ-Západ (1999). Jeho film Z očí do očí (2005) byl nominován na Zlatého medvěda na Berlinale. Začínal jako asistent režie Clauda Chabrola, později stejnou funkci vykonával pro další režiséry, jako byli Volker Schlöndorff nebo Margarethe Von Trotta.

## Filmografie

### Režie
- Žena mého života (1986)
- Je suis le seigneur du château (1989)
- Indočína (1992)
- Francouzka (1995)
- Východ-Západ (1999)
- Z očí do očí (2005)
- Symbol smrti (2007)
- La Ligne droite (2011)
- Brána (2014)